# Aerotech Peissenberg
Aerotech Peissenberg GmbH & Co. KG (ATP) mit Hauptsitz in Peißenberg ist ein Hersteller von Triebwerkskomponenten für die Luftfahrt.

## Aktivität
Das Unternehmen stellt vorwiegend rotierende Scheiben und Ringe (Verdichterscheiben, Turbinenscheiben und Cones) sowie komplexe Gehäuse her. Die Produkte sind aus Nickelbasislegierungen gefertigt.
ATP ist an den Triebwerksprogrammen Adour, Avon, Pegasus, BR 700, BR 710, BR 715, BR 725, CF6, CFM 56, EJ200, GE 90, GNOME, GP 7000, Larzac, MTR 390, PW 2000, PW 6000, TP400 D-6, Tay, RB 211, RB199, Trent 500, Trent 700, Trent 800, Trent 900, Trent 1000, Trent XWB, Trent 7000, Tyne und V 2500 beteiligt.

## Geschichte
Die MTU München gründete 1970 das Werk in Peißenberg, um Bauteile für Schiffsdieselmotoren und später auch militärische und zivile Triebwerkskomponenten herzustellen. 1996 entstand daraus die Aerotech Peissenberg GmbH als 100%ige Tochter der MTU Aero Engines. Im Folgejahr 1997 wurde Aerotech vom Unternehmer Robert Drosten übernommen.
2004 übernahm Aerotech Peißenberg die Firma Sonomec Industrie im französischen Châteauroux, die heute als Aerotech France den Kleinteilebereich der Aerotech-Gruppe bearbeitet. Im Jahr 2006 folgte der Aufbau des tschechischen Standortes Aerotech Czech in Klatovy, der heute integraler Bestandteil des Fertigungsprozesses vieler Bauteile ist.
2011 erwarb die MT Aerospace, ein Gemeinschaftsunternehmen von OHB (zu 70 %) und Apollo Capital Partners (zu 30 %), ein deutscher Finanzinvestor mit Sitz in München, den bayerischen Triebwerkszulieferer sowie dessen Schwestergesellschaften in Frankreich und Tschechien. Im Mai 2014 übernahm der Finanzinvestor Apollo Capital Partners durch eine Kapitalerhöhung die Mehrheit und die industrielle Führung der ATP.